# Línea 6 (EMT Valencia)
La línea 6 de la EMT Valencia une el Nuevo Hospital La Fe y Torrefiel.

## Características
La cabecera de Malilla está ubicada en la calle Joaquín Benlloch, y la de Torrefiel esta en la calle Cecili Pla. Sale de Joaquín Benlloch, para coger Av. de la Plata, Zapadores, Maestro Aguilar, Ruzafa, Ayuntamiento, Barcas, Alameda, Sagunto y Conde de Torrefiel.

## Historia
En septiembre de 1965 se anula su doble sentido tranviario por la avenida José Antonio (actual Reino de Valencia), y se desvía por Luis de Santangel y Pedro III El Grande. Cambia los tranvías por autobuses el 11 de diciembre de 1966, con lo que se aprovechó para extender la línea en sus dos extremos, hasta Torrefiel y Zapadores. El 14 de noviembre de 1975, tras el sentido único de calle Sagunto y Avenida Ramiro Ledesma (Constitución), cambia su acceso a Torrefiel. En junio de 1976 se implanta la figura de agente único en esta línea. En junio de 1978 unifica su cabecera con la línea 60 al medio de Torrefiel, en José Esteve. 
El 21 de marzo de 1981 alargó su recorrido hasta el final de Torrefiel, en la calle Cecilio Plá. En octubre de 1987 se amplia el recorrido hasta Castellar-Oliveral en algunas expediciones, hasta que se crea la línea 14 en febrero de 1990. Esta ampliación ya había sido solicitada en mayo de 1972, pero no fue atendida hasta entonces. Hasta 1993, entraba a la avenida de la Plata por General Urrutia, saliendo por Zapadores, pero en 1994 ya hacía la vuelta también por General Urrutia. El 15 de septiembre de 2000 se amplía su recorrido hasta Malilla. Los jueves modifica su itinerario por el Mercado de Torrefiel. El 5 de julio de 2008 amplia su recorrido por Malilla, por el barrio de la Isleta. En marzo de 2014 modifica su vuelta al centro, volviendo por Zapadores en vez de General Urrutia y el 22 de septiembre de ese mismo año amplía su itinerario al Bulevar Sur, enfrente del Hospital La Fe, por lo que la línea cambia de denominación. El 26 de julio de 2016 debido al plan de remodelación de líneas en dirección Malilla deja de prestar servicio a las plazas del Ayuntamiento y la Reina girando directamente desde la Calle La Paz a Marqués de Dos Aguas, Poeta Querol, Pascual y Genís y siguiendo a su recorrido habitual por Félix Pizcueta.